# 審判 (小説)
『審判』（しんぱん、Der Process）は、フランツ・カフカの長編小説。1914年-1915年執筆。理由の分からないまま裁判を起こされた男ヨーゼフ・Kを通してカフカは不条理を描く。生前は発表されず、死後1925年にマックス・ブロートによって編集・公刊された（ただし作中の一挿話のみ、生前に「掟の門前」のタイトルで独立して発表されている）。結末部分が書かれているものの、途中の章は断片に留まっており全体としては未完の作品である。
原題のDer Process (Der Prozeß)は「訴訟」「経緯」の意。

## 内容
以下カフカが草稿につけた章題に沿って内容を記述する。各章の配列順には諸説があるが、ここでは手稿版全集（池内紀『カフカ小説全集』）の配列に従った。またこのほかにも書きかけに終わっているいくつかの断片がある。
逮捕：銀行の業務主任ヨーゼフ・Kは、30歳の誕生日の朝見知らぬ2人組の訪問を受ける。2人はKに、彼が逮捕されていることを告げ、自分たちは監視人であると語る。Kはいったいどんな罪で逮捕されたのかと聞くが、監視人は関知しないという。Kは隣室に連れて行かれ、そこで監督だという男と話をする。Kは自分がいかなる罪も犯していないと述べ、この扱いは不当であると言い立てる。監督によれば、逮捕はされたもののこれまで通り勤めに出ていいという。そうしてよく見れば、傍らには同じ職場の人間が立っている。Kは彼らに伴われながら、半時間の遅刻で銀行に向かう。
グルーバッハ夫人との対話 ついでビュルストナー嬢：その夜、Kは職場から帰宅し、家主のグルーバッハ夫人と言葉を交わす。その際、夫人が隣室のビュルストナー嬢の男関係を勘繰るような発言をしたため、Kは気分を損ねる。夜半、ビュルストナー嬢が帰宅し、Kは隣室を訪れて彼女の部屋が勝手にKの審理に使われてしまったことについて謝罪する。ビュルストナー嬢は隣人の大尉が聞き耳を立てていることを恐れてKを追い返そうとするが、Kは彼女に乱暴に口付けし、その場を去る。
最初の審理：やがて電話で通告があり、Kは日曜日に審理に向かう。通告が曖昧だったためKは目的地に着くまで苦労し、ようやく古いアパートの一室にたどり着く。中には大勢の人間が詰め掛けており、Kは低い壇上で逮捕の不当さや手続きのずさんさをうったえ、聴講人たちを仲間に引き入れようとする。しかし壇を降りてみると、彼らの胸には例外なく役所のバッジが付けられており、彼らは一人のこらず役人側の人間であったことがわかる。Kはののしり、皮肉を言って出て行く。
ひとけのない法廷で 学生 裁判所事務局：翌週も同じ場所に向かってみると、以前にKを部屋の中へ案内した若い女がおり、今日は審理は行なわれないという。Kは女と話をし、彼女に魅力を感じて誘惑するが、後から登場した若い法科の学生に邪魔立てされ、彼女を連れて行かれてしまう。Kが腹を立てながらドアの前にたたずんでいると、ふと近くに「裁判所事務局入り口」の標識を見つけ、この安アパートの屋根裏に事務局があるらしいと悟る。Kは裁判所の下働きをしている、先の女の夫に案内され事務局を見学する。長い廊下が待合室になっており、そこから各事務局として使われている屋根裏部屋に通じている。Kは次第に気分が悪くなり、局員に支えられてその場を後にする。
鞭打人：数日後、Kは職場のガラクタ部屋で3人の男に遭遇する。そのうち2人はKの逮捕の際にやってきた監視人のフランツとヴィレムであり、もう一人は黒い革服を着た見知らぬ男である。監視人たちはKの食事や下着を横領したかどで、これから鞭打ちの刑を受けると言う。Kは見逃してやるように言うが、鞭打人は聞き入れずに監視人たちの服を脱がす。鞭を打たれた監視人の叫びが響きわたり、Kは職場の同僚に知られないようにあわててドアを閉め、叫び声を聞いてやってきた小使をごまかす。翌日になっても監視人のことがKの頭から離れず、Kは小使にガラクタ部屋を早く片付けるように言う。
叔父 レニ：ある日、Kのもとに裁判の話を聞きつけた叔父カールがやってくる。彼の学校仲間に弁護士をしているフルトという人物がおり、彼に紹介してやれるという。すぐに2人でフルトのもとを訪れ、病に伏せっているフルトに事情を話す。その場にはちょうど裁判の事務局長を務める人物が同席していた。しかしKはフルトの女中レニとの情事に夢中になってしまい、その間に自分の立場を有利にする機会を逃したことで叔父から叱責されてしまう。
弁護士 工場主 画家：その後も裁判の進展する様子が見られず、Kは弁護士に任せていられなくなる。そのような折、仕事場に客として現れた工場主から法廷画家ティトレリを紹介され、なにか有利な情報が得られないかと考えて彼のもとを訪ねる。彼の話では、自分は本当の自由に対しては無力であり、仮の無罪か、または訴訟を低い段階にとどめたまま引きずっていくかどちらかの場合にしか協力できないと言う。Kは結論を保留しながら立ち去り、帰り際に粗末な絵を大量に買わされる。
商人ブロック 弁護士の解任：Kはついに弁護士フルトを解雇することに決め、彼の家に向かう。彼の家では同じく弁護士を頼んでいた商人ブロックと会い、Kは彼を女中レニの愛人ではないかと疑い、不愉快な思いをする。Kはフルトに会って自分の決意を話し、フルトは裁判の進行に時間がかかっていることについて弁解をする。続いてブロックが部屋に入ってくると、弁護士の態度は一変し、ブロックに対し奴隷を扱う主人のような態度を取る。
大聖堂にて：Kは職場で、重要なイタリア人の顧客を街の名所に案内する役を命じられる。Kはイタリア語文法書と名所アルバムを持参し、大聖堂でこのイタリア人と待ち合わせるが、時間が過ぎてもイタリア人は現れない。Kが大聖堂の中に入ると、教誨師が説教壇の上からKの名を呼びかける。そしてKに裁判のことについて次々に質問し、掟についての一つの挿話を語って聞かせる（#「掟の門前」参照）。
最期：31歳の誕生日の前夜、Kは2人組の処刑人の訪問を受ける。Kは郊外の石切り場に連れて行かれ、そこで心臓を一突きにされる。Kは処刑人に見守られながら、「犬のようだ！」と言って死んでいく。

## 「掟の門前」
作品中「大聖堂にて」と題する章で、主人公Kが教誨師から以下のような短い物語を聞かされる場面があり、カフカは生前この挿話を「掟の門前 (Vor dem Gesetz)」の題で独立した短編作品として発表している。初出は1915年の『自衛』誌で、その後1920年に作品集『田舎医者』にも収録された。
田舎から一人の男がやってきて、掟の門の中へ入ろうとする。掟の門は一人の門番が守っており、今は入れてやれないと言う。また仮に入ったとしても、部屋ごとに怪力の番人が待ち受けていると説明する。男は待つことにし、開いたままの門の脇で何年も待ち続ける。その間に男は番人に何度も入れてくれるよう頼み、そのために贈り物をするなどして様々に手を尽くす。そうするうちにいつしか他の番人のことを忘れ、この門番ひとりが掟の門に入ることを阻んでいるのだという気になる。やがて男の命が尽き、最後に門番に対して、なぜ自分以外の誰も掟の門に入ろうとするものが現れなかったのだろうかと聞く。この門はお前ひとりのためだけのものだったのだ、と門番は答え、門を閉める。

## 成立
『審判』は1914年の8月に書き始められた。この際カフカはまず冒頭の「逮捕」の章と、終章にあたる「最後」の章をほぼ同時に書き上げている。9月末までに3分の2ほどを書き上げたがやがて行き詰まり、10月には執筆を進めるため職場から2週間の休暇を取っている。しかしこの休暇の間にも執筆が進まず、カフカはこの間に『審判』を脇において短編「流刑地にて」と『失踪者』の一部を書き上げた。『審判』は翌年1月、最終的に未完のまま放棄された。
カフカは『審判』に着手する2週間前、恋人フェリーツェ・バウアーとの婚約を解消している。婚約解消の際、両者の友人を交えてホテルの一室で会談が行なわれ、カフカは日記でこの会談の様子を「法廷」と表現していた。エリアス・カネッティはこの恋人との経緯が作品に反映されていると考え、カフカがフェリーツェに宛てて書いた膨大な量の手紙を検証しつつ『審判』を論じている。
最初に『審判』を刊行したマックス・ブロートは、各章や断片を再構成し10章のまとまった作品として発表した。カフカの草稿ノートには作品全体のタイトルはつけられておらず、ブロートは生前のカフカとの会話に基づき『審判 (Der Prozeß)』のタイトルをつけた。その後日記などに書かれていたカフカ自身の表記を考慮し、1990年の手稿版全集ではDer Proceß、1997年の歴史批判版全集ではDer Processの表記が用いられている。

## 翻案・影響
この作品は1947年にアンドレ・ジッドの翻案によって舞台化されており、その後ペーター・ヴァイスも1974年に舞台用の翻案を行なっている。日本でも別役実や松本修などによる翻案例がある。またゴットフリート・フォン・アイネムは1953年にこの作品のオペラを作曲している。
映画では1962年のオーソン・ウェルズ監督・アンソニー・パーキンス主演による『審判』が特に有名である。また1991年のスティーヴン・ソダーバーグ監督による『KAFKA/迷宮の悪夢』は『審判』と『城』にカフカの実人生を組み合わせた内容となっている。1993年には本作を原作にした『トライアル/審判』が制作された。出演はカイル・マクラクラン、アンソニー・ホプキンスら。日本でも映画化されており、上智大学外国語学部英語学科教授のジョン・ウィリアムズが監督し、にわつとむが主演を務め、舞台を東京に変更した『審判』が2018年に公開されている。
スコットランドのポストパンクバンドヨーゼフ・K（Josef K）は、この作品の主人公からバンド名を取っている。

## 日本語訳
- 本野亨一訳 『審判』 角川文庫、初版1953年。度々改版※　
旧版は1940年に白水社で刊、最初の刊行訳書。
- 原田義人訳 『審判』 新潮社、初版1953年。旧全集版
河出書房新社「世界文学全集」等で再刊。のち青空文庫、千歳出版「古典名作文庫」で電子出版※
- 辻瑆訳 『審判』 岩波文庫、1966年
- 飯吉光夫訳 『審判』 三修社、1966年。ちくま文庫、1991年※
- 中野孝次訳 『審判』 新潮文庫、1992年。新潮社「全集5」、1981年。のちグーテンベルク21※
- 頭木弘樹訳 『逮捕+終り―『訴訟』より』 創樹社、1999年 - 『訴訟』という題名を初めて使用。
- 池内紀訳 『カフカ小説全集2 審判』 白水社、2001年
  - 『審判 カフカコレクション』白水Uブックス、2006年 - 新書判
- 丘沢静也訳 『訴訟』 光文社古典新訳文庫、2009年 - 敢えて題名を変えている。
- 川島隆訳 「訴訟」『ポケットマスターピース01 カフカ』 集英社文庫ヘリテージシリーズ 2015年※

※は電子書籍版が刊